# Knipowitschia goerneri
Knipowitschia goerneri là một loài cá thuộc họ Gobiidae. Đây là loài đặc hữu của hòn đảo Corfu miền tây Hy Lạp. Môi trường sống tự nhiên của chúng là suối nước ngọt và phá nước mặn ven biển. Chúng hiện đang bị đe dọa vì mất môi trường sống.